# Stânca Vrăjitoarelor
Stânca Vrăjitoarelor (germană Hexenstein; italiană Sasso di Stria) este un pisc în munții Dolomiți, provincia Belluno, regiunea Veneto, Italia. Vârful are altitudinea de  2.477 m deasupra n.m., fiind situat între pasul Falzarego și Valparola, vizavi de Tofana (3.244 m).  Culmile ce pornesc de la Stânca Vrăjitoarelor se întind spre nord până la Sella, Marmolata și Parco naturale Puez Odle, spre vest și sud-vest până la Passo Falzarego, iar în est până la Tofane.

## Istoric
Stânca Vrăjitoarelor a fost centrul luptelor în munți în perioada 1915–1918 a Primului Război Mondial, având, pentru trupele militare austrice și italiene, o importanță strategică deosebită. O perioadă îndelungată trupele italiene n-au reușit ocuparea muntelui, el constituind un punct de rezistență a trupelor austriece. În a doua jumătate a secolului al XX-lea, muntele a devenit un punct de atracție turistic pentru iubitorii de drumeție și pentru alpiniști.

## Galerie de imagini

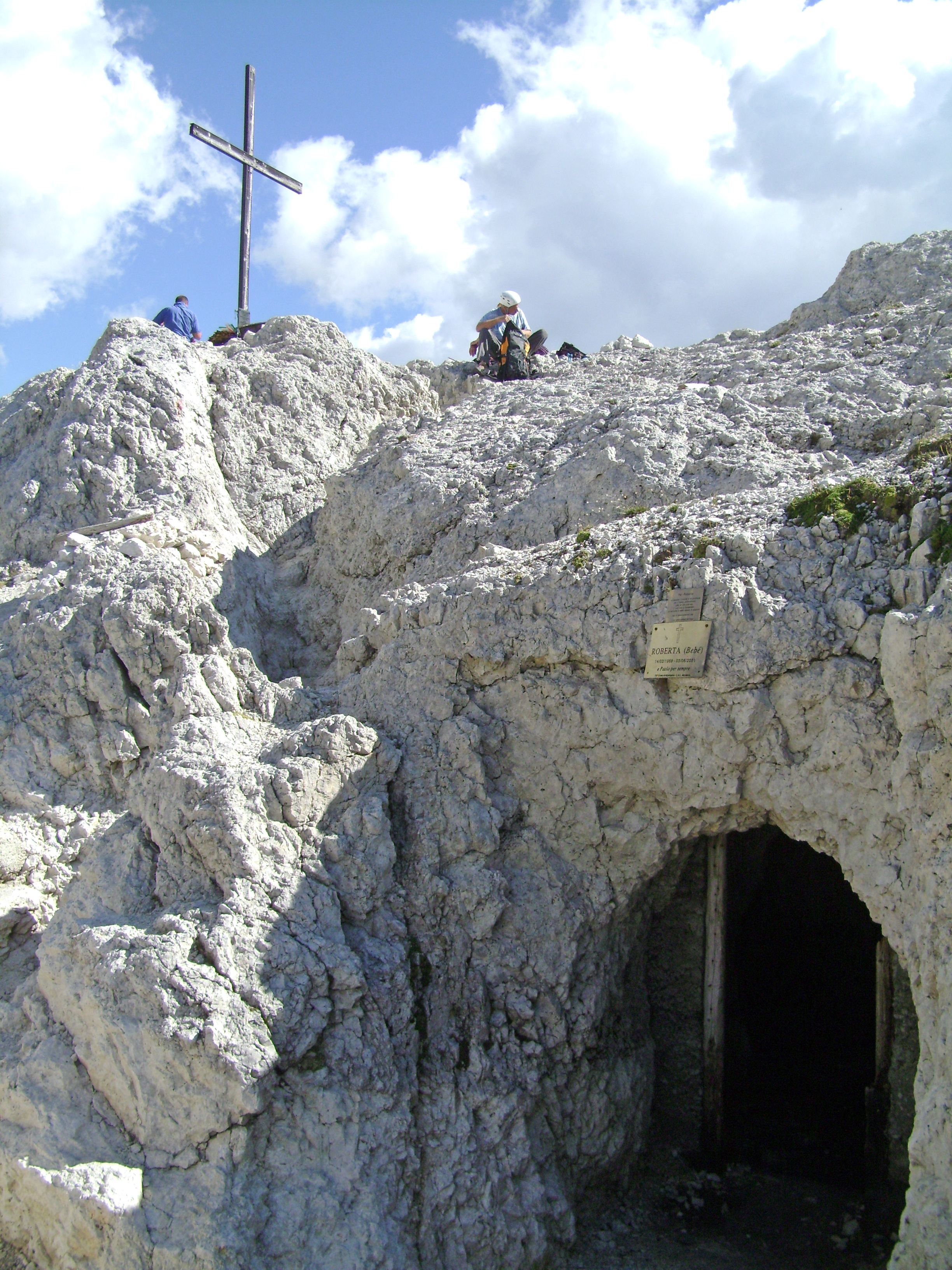
Tunel sub pisc
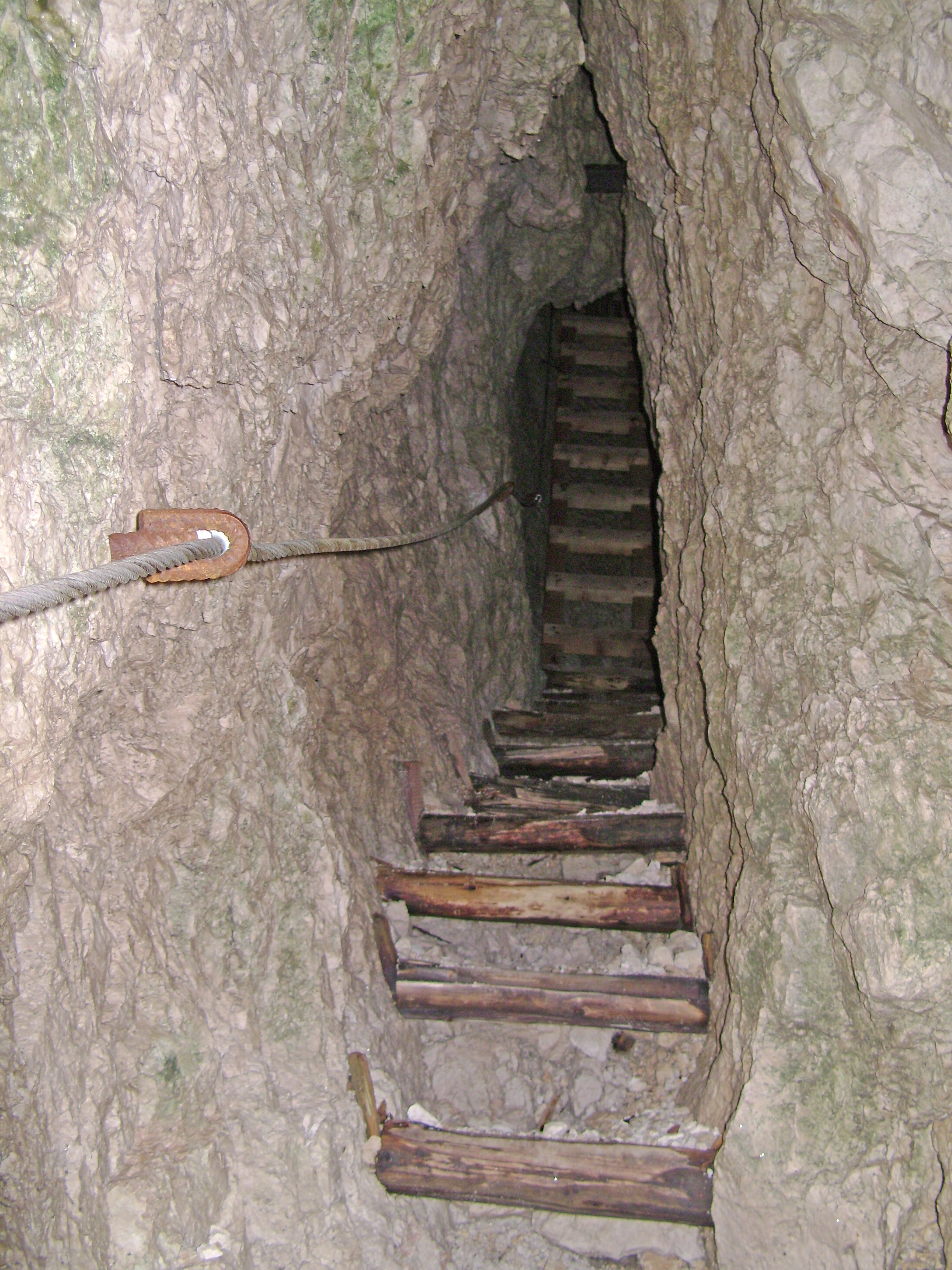
Urcușul prin abataj
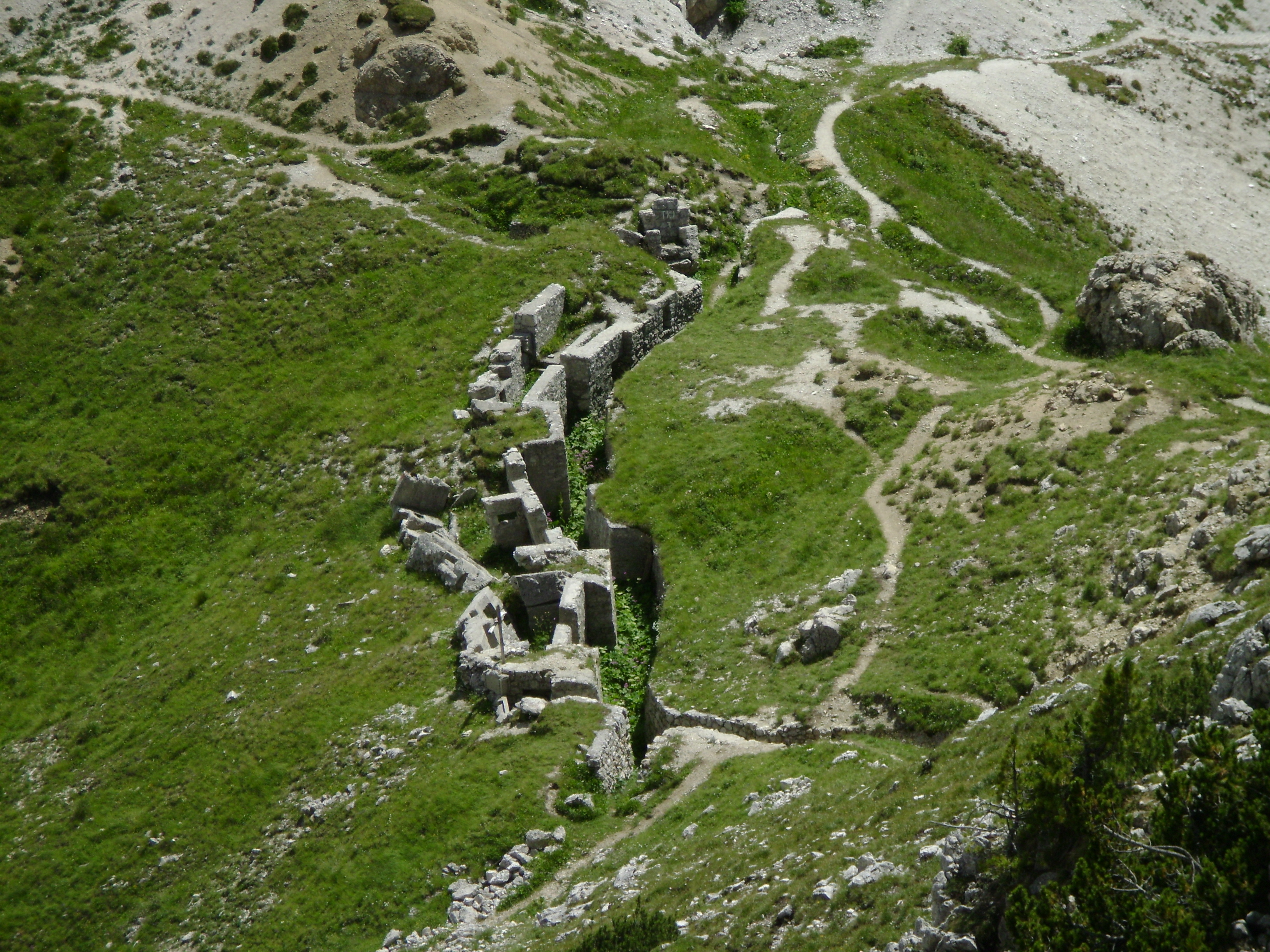
Goiginge situat pe versantul sudic